# سونگ شیائویون
سونگ شیائویون (انگلیسی: Song Xiaoyun؛ زادهٔ ۱۱ دسامبر ۱۹۸۲) بازیکن زن بسکتبال اهل چین بود.
وی در مسابقات کشوری و بین‌المللی در مجموع برندهٔ ۲ مدال طلا شده‌است.